# Футбол в Палау

Эмблема футбольной ассоциации

Футбол в Палау — не является популярным видом спорта. Основное развитие футбола в республике связано с деятельностью различных зарубежных компаний (Daewoo, Surangel and Sons Company, Universal Peace Fundation и др.), футбольные команды которых участвуют в чемпионате Палау.

## История развития
Футбольная ассоциация Палау была основана в 2002 году. В 2004 году ассоциация добивалась вступления в ФИФА, но членства в этой организации не получила. В связи с этим, в том же 2004 году, была образована Футбольная лига Палау. В 2006 году ассоциация была принята в Конфедерацию футбола Океании, как ассоциированный член. Вследствие недостатка средств у ассоциации, все футбольные матчи в республике проходят на «Легкоатлетическом стадионе Палау» в Короре.

## Успехи

### Сборная
В 1987 году сборная Палау по футболу участвовала в Кубке чемпионов Океании (как футбольная команда «Корор»), но проиграла в 1-й раунде квалификационного турнира (7-9 место).
В 1998 году в Палау проходили игры Микронезии. В футбольном турнире участвовали 6 сборных из региона Микронезия, две из которых являлись основной и второй сборной Палау. Первая заняла 3-е, вторая 4-е место на турнире.
В отборочных играх к чемпионату мира и в кубке наций ОФК сборная Палау по футболу участия не принимала.

### Национальные команды
Наиболее успешными командами в Палау являются:
- Бангладеш:  чемпион Палау 2005, 2007.
- Сурангел энд Сонс Компани:  чемпион 2006,  вице-чемпион 2007.

В клубных турнирах ОФК команды Палау участия не принимают.